# Besse Cooper
Besse Berry Cooper, född Brown 26 augusti 1896 i Sullivan County, Tennessee, död 4 december 2012 i Monroe, Georgia, var en amerikansk kvinna som blev 116 år och 100 dagar gammal. Hon var USA:s äldsta levande person från Eunice Sanborns död 31 januari 2011 samt från brasilianskan Maria Gomes Valentims död 21 juni 2011 även världens äldsta levande person, den 6:e av hittills endast 17 fullt verifierade personer och den dittills yngsta av endast 6 fullt verifierade personer (samtliga kvinnor) som levt till minst 116 års ålder.
Cooper föddes som Besse Brown i Sullivan County, Tennessee, som tredje av åtta barn. Hon examinerades från East Tennessee Normal School och var lärare i sin hemstat Tennessee innan hon flyttade till den amerikanska delstaten Georgia där hon senare undervisade. Hon gifte sig 1924 med Luther Cooper som avled 1963.
Cooper avled av andningssvikt den 4 december 2012 116 år och 100 dagar gammal. Efter hennes död blev italiensk-amerikanskan Dina Manfredini, som avled bara 13 dagar senare, världens äldsta levande person.